# Посёлок имени Крупской (Красноярский край)
И́мени Кру́пской — посёлок в Минусинском районе Красноярского края. Входит в состав Большеничкинского сельсовета.

## География
Поселок находится на расстоянии примерно 15 км к востоку от города Минусинск, административного центра района.

### Климат
Климат характеризуется суровой продолжительной зимой с длительными морозами и устойчивым снежным покровом. Средняя температура января -22,4 ºС с возможным понижением до -57 ºС. В отдельные теплые дни теплых зим возможно повышение температуры воздуха до положительных значений. Весна поздняя, короткая, прохладная. Ясная ветреная погода и увеличение продолжительности солнечного сияния способствует быстрому прогреванию и просыханию почвы. Лето наступает в конце мая и продолжается 2,5 месяца. Средняя температура самого теплого месяца июля +16,9 ºС. Осенний период вдвое продолжительнее весеннего, характеризуется  ранними заморозками. Средняя годовая температуры воздуха -3,4 ºС. Годовое количество осадков – 510 мм. Максимальное за год количество осадков выпадает в июле-августе. Зимний сезон относительно сухой. Устойчивый снежный покров образуется в начале ноября.

## История
Посёлок образован в 1961 году при станции железной дороги Абакан — Тайшет.

## Население
| 2010 |
| ---- |
| 144  |

### Национальный состав
Согласно результатам переписи 2002 года, в национальной структуре населения русские составляли 81 % из 133 чел.